# Polystachya carnosa
Espèce
Polystachya carnosa est une espèce de plantes à fleurs de la famille des Orchidaceae (les orchidées) et du genre Polystachya, présente en Guinée équatoriale et au Cameroun.

## Distribution
D'abord considérée comme endémique de l'île de Bioko en Guinée équatoriale – où deux collections avaient été réunies dans les années 1960 – elle a été découverte plus récemment sur les collines de Mbam Minkoum près de Yaoundé au Cameroun.

## Habitat
C'est une plante épiphyte que l'on trouve en Afrique tropicale, dans la forêt de moyenne montagne, sur des inselbergs, à une altitude comprise entre 600 et 1 300 m.